# Vulaines-sur-Seine
Vulaines-sur-Seine település Franciaországban, Seine-et-Marne megyében. Lakosainak száma 2720 fő (2022. január 1.). Vulaines-sur-Seine Héricy, Samoreau, Champagne-sur-Seine és Samois-sur-Seine községekkel határos.

## Népesség
A település népessége az elmúlt években az alábbi módon változott:
| Lakosok száma | 2650 | 2688 | 2780 | 2722 | 2732 | 2748 | 2743 | 2731 | 2720 |
|               | 2013 | 2015 | 2016 | 2017 | 2018 | 2019 | 2020 | 2021 | 2022 |